# Dilema destructivo
Dilema destructivo es una regla de inferencia válida de lógica proposicional. Es una inferencia que dice que si P implica Q; y R implica S; y, o bien Q es falsa o S es falsa; entonces necesariamente o P es falsa; o R es falsa. En suma, si dos condicionales son verdaderos, pero uno de sus consecuentes es falso, entonces uno de sus antecedentes tiene que ser falso.
El dilema destructivo es la versión disyuntiva del modus tollens, mientras que el dilema constructivo es la versión disyuntiva del modus ponens.
El dilema destructivo puede escribirse formalmente como:
{\displaystyle {\frac {(P\to Q)\land (R\to S),\neg Q\lor \neg S}{\therefore \neg P\lor \neg R}}}
donde la regla es que dondequiera que aparezcan las instancias de "{\displaystyle P\to Q}", "{\displaystyle R\to S}", y "{\displaystyle \neg Q\lor \neg S}" en una línea de alguna demostración, se puede colocar "{\displaystyle \neg P\lor \neg R}" en una línea posterior.

## Notación formal
La regla de dilema destructivo puede escribirse en la notación subsiguiente:
{\displaystyle (P\to Q),(R\to S),(\neg Q\lor \neg S)\vdash (\neg P\lor \neg R)}
donde {\displaystyle \vdash } es un símbolo metalógico que significa que {\displaystyle \neg P\lor \neg R} es una consecuencia sintáctica de {\displaystyle P\to Q}, {\displaystyle R\to S}, y {\displaystyle \neg Q\lor \neg S} en algún sistema lógico;
y expresado como una tautología verdad-funcional o teorema de la lógica proposicional:
{\displaystyle (((P\to Q)\land (R\to S))\land (\neg Q\lor \neg S))\to (\neg P\lor \neg R)}
donde {\displaystyle P}, {\displaystyle Q}, {\displaystyle R} y {\displaystyle S} son proposiciones expresadas en algún sistema formal.

## Ejemplo de lenguaje natural
Si llueve, vamos a permanecer en el interior.
Si está soleado, vamos a ir a dar un paseo.
O bien no vamos a permanecer en el interior, o no vamos a ir a dar un paseo, o ambos.
Por lo tanto, o bien no va a llover o no va a estar soleado, o ambos.

## Demostración
| Proposición                                            | Derivación           |
| ------------------------------------------------------ | -------------------- |
| {\displaystyle (A\rightarrow B)\land (C\rightarrow D)} | Premisa              |
| {\displaystyle \neg B\lor \neg D}                      | Premisa              |
| {\displaystyle B\rightarrow \neg D}                    | Implicación material |
| {\displaystyle \neg D\rightarrow \neg C}               | Transposición        |
| {\displaystyle B\rightarrow \neg C}                    | Silogismo hipotético |
| {\displaystyle A\rightarrow B}                         | Simplificación       |
| {\displaystyle A\rightarrow \neg C}                    | Silogismo hipotético |
| {\displaystyle \neg A\lor \neg C}                      | Implicación material |

## Ejemplo de demostración
La validez de esta estructura argumental se puede demostrar utilizando tanto la demostración condicional (CP) con la reductio ad absurdum (RAA) de la siguiente manera:
| 1.  | {\displaystyle ((P\rightarrow Q)\And (R\rightarrow S))\And (\neg Q\vee \neg S)}                                 | (CP de asunción)              |
| 2.  | {\displaystyle (P\rightarrow Q)\And (R\rightarrow S)}                                                           | (1: Simplificación)           |
| 3.  | {\displaystyle (P\rightarrow Q)}                                                                                | (2: simplificación)           |
| 4.  | {\displaystyle (R\rightarrow S)}                                                                                | (2: simplificación)           |
| 5.  | {\displaystyle (\neg Q\vee \neg S)}                                                                             | (1: simplificación)           |
| 6.  | {\displaystyle \neg (\neg P\vee \neg R)}                                                                        | (RAA de premisa)              |
| 7.  | {\displaystyle \neg \neg P\And \neg \neg R}                                                                     | (6: Leyes de De Morgan)       |
| 8.  | {\displaystyle \neg \neg P}                                                                                     | (7: simplificación)           |
| 9.  | {\displaystyle \neg \neg R}                                                                                     | (7: simplificación)           |
| 10. | {\displaystyle P}                                                                                               | (8: doble negación)           |
| 11. | {\displaystyle R}                                                                                               | (9: doble negación)           |
| 12. | {\displaystyle Q}                                                                                               | (3,10: modus ponens)          |
| 13. | {\displaystyle S}                                                                                               | (4,11: modus ponens)          |
| 14. | {\displaystyle \neg \neg Q}                                                                                     | (12: doble negación)          |
| 15. | {\displaystyle \neg S}                                                                                          | (5, 14: silogismo disyuntivo) |
| 16. | {\displaystyle S\And \neg S}                                                                                    | (13,15: conjunción)           |
| 17. | {\displaystyle \neg P\vee \neg R}                                                                               | (6-16: RAA)                   |
|     | |                               |
| 18. | {\displaystyle (((P\rightarrow Q)\And (R\rightarrow S))\And (\neg Q\vee \neg S)))\rightarrow \neg P\vee \neg R} | (1-17: CP)                    |